# Isabel Allende
Isabel Angélica Allende Llona (Lima, 2 de agosto de 1942) es una escritora chilena. Desde 2004 es miembro de la Academia Estadounidense de las Artes y las Letras. Obtuvo el Premio Nacional de Literatura de Chile en 2010.
Autora superventas, la venta total de sus libros alcanza 73 millones de ejemplares y sus obras han sido traducidas a 42 idiomas. Es considerada como la escritora viva más leída del mundo de la lengua española.

## Biografía

### Familia
Es hija de los diplomáticos Tomás Allende Pesce y Francisca Llona Barros. Su padre fue primo hermano de Salvador Allende, presidente de Chile entre 1970-1973 (en algunas publicaciones se los cita erróneamente como hermanos). Nació en Lima mientras su padre ejercía como secretario de la embajada de Chile en Perú y es la hija mayor del matrimonio (sus hermanos menores son Juan y Francisco). Isabel Allende tiene ascendencia vasca por parte paterna, y portuguesa y española por parte materna.
Sus padres se separaron en 1945, su madre retornó con Isabel y sus dos hermanos a Chile, donde vivió desde 1946 hasta 1953. Ese año su madre contrajo matrimonio con el diplomático Ramón Huidobro Domínguez —el «Tío Ramón»—, quien entre 1953 y 1958 fue destinado a Bolivia, donde Isabel asistió a una escuela estadounidense en La Paz, y al Líbano, donde estudió en un colegio privado inglés.

### Matrimonios e hijos
Al volver a Chile en 1959 se reencontró con Miguel Frías, con quien contrajo matrimonio cuatro años después. La pareja tuvo una hija, Paula (1963-1992), y un hijo, Nicolás (1967), ambos nacidos en Santiago. 
Debido al golpe de Estado del 11 de septiembre de 1973 contra Salvador Allende y del advenimiento de la dictadura militar, se fueron de Chile en 1975. Allende y su familia se autoexiliaron en Venezuela, donde vivieron hasta 1988.
Los viajes constantes que emprendió promocionando sus libros hicieron que su matrimonio con Frías llegara a término. Divorciada de su esposo, se casó con el abogado Willie Gordon el 7 de julio de 1988 en San Francisco. En 2015, después de 27 años, se separaron. Gordon falleció el 17 de marzo de 2019 a los 82 años. Desde 1988 vive en Estados Unidos y es ciudadana de ese país desde 2003.

### Vida pública
Desde 1959 hasta 1965 trabajó en la Organización de las Naciones Unidas para la Agricultura y la Alimentación (FAO) en Santiago de Chile. Durante los años siguientes, pasó largas temporadas en Europa, residiendo especialmente en Bruselas y Suiza. 
A partir de 1967 tomo parte en la redacción de la revista Paula, al tiempo que publicó una gran cantidad de artículos sobre diversos temas. Posteriormente, realizó colaboraciones para la revista infantil Mampato, de la que fue directora suplente entre 1973 y 1974, y publicó dos cuentos para niños (La abuela Panchita y Lauchas y lauchones, ratas y ratones) y una colección de artículos titulada Civilice a su troglodita. Además, trabajó en dos canales de televisión chilenos.
A principios de los años 1970 incursionó en la dramaturgia. Su obra de teatro El embajador se estrenó en 1971 y en 1973, La balada del medio pelo y Yo soy la Tránsito Soto. Finalmente, poco antes de abandonar el país, se estrenó Los siete espejos.
Allende permaneció en Venezuela durante trece años, y allí trabajó en el diario El Nacional de Caracas y en una escuela secundaria hasta 1982, cuando publicó La casa de los espíritus. Esta primera novela suya, y la más conocida, nació de una carta que había comenzado a escribirle a su abuelo en 1981, cuando este tenía 99 años y estaba a punto de morirse. Esta obra fue adaptada al cine y en octubre de 1993 se estrenó en Múnich producida por Bernd Eichinger y dirigida por Billie August. Además fueron vendidos más de 51 millones de ejemplares y la obra fue traducida en más de 27 idiomas. La segunda novela, De amor y de sombra (1984) se convirtió también en otro gran éxito y fue llevada asimismo a la pantalla grande en 1994 por la cineasta venezolana Betty Kaplan. En ambas novelas aborda el tema de la dictadura, ayudada por las propias experiencias de la autora. 
En 1988 viajó a Chile para votar en el plebiscito de octubre, que perdió Pinochet y que condujo, al año siguiente, a elecciones que ganó la oposición, agrupada en la Concertación. En 1990, con el retorno de la democracia en Chile, fue distinguida con la Orden al Mérito Docente y Cultural Gabriela Mistral por el presidente Patricio Aylwin.
A los 28 años de edad, su hija Paula murió en 1992, por una porfiria que la dejó en coma en una clínica de Madrid. La dolorosa experiencia la impulsó a escribir Paula, libro autobiográfico epistolar publicado en 1994 donde relata cómo fueron su niñez y juventud hasta llegar a la época del exilio. Dos años después, fundó The Isabel Allende Foundation, en homenaje a su hija, quien había trabajado de voluntaria en comunidades marginales (en Venezuela y España) como educadora y psicóloga.
Desde 1988 ha residido en San Rafael (California), pero, normalmente, trabaja en una casa de Sausalito, unos kilómetros más al sur, donde ha escrito muchas de sus novelas. Ha sido distinguida en la Academia de Artes y Letras de Estados Unidos y su lema es «Dejen volar su imaginación y escriban lo necesario». En mayo de 2007, se le hizo entrega del doctor honoris causa por la Universidad de Trento (Italia) en «lingue e letterature moderne euroamericane».
En septiembre de 2010, fue distinguida con el Premio Nacional de Literatura de Chile por «la excelencia y aporte de su obra a la literatura, la que ha concitado atención en Chile y en el extranjero, y también ha sido reconocida por múltiples distinciones y ha revalorizado el papel del lector». La votación, como era de esperar por la polémica que le había precedido, no fue unánime (tres votos contra dos). Isabel Allende se convirtió en la cuarta mujer en recibir este galardón, antecedida por Gabriela Mistral (1951), Marta Brunet (1961) y Marcela Paz (1982).
Al año siguiente, recibió el Premio Hans Christian Andersen de Literatura por sus cualidades como narradora mágica y su talento para «hechizar» al público, sucediendo a otra mujer, la británica J.K. Rowling, que ganó la primera edición de este galardón que desde 2010 se entrega en Odense, ciudad natal del famoso escritor danés.

## Estilo y temas
En el plano literario, ella confiesa que cuando comienza a escribir genera un lugar, una época y los personajes y la historia se van dando por sí solos, es decir, no tiene un plan inicial con todas las acciones. Varios de sus libros han nacido de cartas o reflexiones personales. Ejemplos de esto son La casa de los espíritus y Paula, que escribió como un homenaje a su hija. Aunque muchos estudiosos catalogan la obra en el género autobiográfico, ella misma indica que es más como una «memoria», porque no es una biografía propiamente dicha sino una colección de recuerdos más cercana a la ficción que a la realidad, aunque esta última la inspiró.
El humor forma parte integral de sus escritos, ya sean periodísticos u obras literarias. Confiesa que se acostumbró a escribir de esta manera cuando era periodista y ahora, gracias a eso, puede ver la historia «detrás» de cada asunto, una visión alternativa.
La ciudad de las bestias representa su intento de llegar al público lector joven. Decidió escribirlo después de dos libros con bastante investigación histórica. Este nuevo libro le daría un descanso y en él podría plasmar su imaginación de una manera más libre, ya que la ficción histórica siempre requiere mucho cuidado para atenerse a los hechos sucedidos.
Cuando era periodista los demás eran su cuento; ella se sentía con derecho a tocar el timbre de una casa, meterse dentro y hacer preguntas o detener a un desconocido a media calle e interrogarlo acerca de cosas personales, como pensamientos.
Además de obras de carácter autobiográfico, Allende ha escrito novelas históricas, como Inés del alma mía —basada en la vida de Inés de Suárez, la primera española en llegar a Chile— o La isla bajo el mar, que narra la vida de una esclava llamada Zarité en Saint Domingue, hoy Haití de finales del siglo XVIII.
Su obra ha sido clasificada en el movimiento literario conocido como posboom, aunque algunos estudiosos prefieren el término novísima literatura. Este movimiento se caracteriza por una vuelta al realismo. Normalmente, refiere a una prosa más sencilla de leer, pues se pierde la preocupación por crear nuevas formas de escribir (meta-literatura), el énfasis en la historia, la cultura local, entre otros.
En 2012 decidió incursionar en el terreno de la novela policial —género que desde 2006 cultiva su exmarido, William C. Gordon— y escribió El juego de Ripper, que entregó en diciembre de ese año a su agente Carmen Balcells La obra fue publicada a principios de 2014. Según Allende, fue Balcells quien le propuso escribir una policiaca con Gordon, pero no resultó: «Fue imposible. Tenemos diferentes maneras de trabajar, pero yo me quedé con la historia», ha explicado la autora, quien aseguró que su marido la «ayudó con la estructura del libro».

## Crítica
Si bien sus éxitos en ventas son arrolladores, hay críticos y escritores que han sido implacables con ella, considerándola escritora de subliteratura, de meramente literatura comercial o, en el mejor de los casos, como una copia menor de Gabriel García Márquez. La propia escritora ha reconocido que Cien años de soledad es el libro que más ha influido en su obra.
El crítico estadounidense Harold Bloom sentenció que «Isabel Allende es una muy mala escritora y solo refleja un periodo determinado». La mexicana Elena Poniatowska la colocó en el mismo saco con Ángeles Mastretta y Laura Esquivel y dijo que las tres «entran en la literatura como fenómenos comerciales y hacen literatura femenina».  La argentina Angélica Gorodischer señaló que las novelas de Allende solo alimentan estereotipos femeninos caducos, que no aportan nada a nivel de literatura ni de género. Finalmente, su compatriota Roberto Bolaño dijo: «Me parece una mala escritora, simple y llanamente, y llamarla escritora es darle cancha. Ni siquiera creo que Isabel Allende sea una escritora, es una “escribidora”».
Sobre la paradoja entre su éxito y las opiniones de muchos escritores y expertos, Camilo Marks escribió en 2011: «Básicamente, hay dos maneras de leer a Isabel Allende. La primera consiste en escudriñar los defectos de sus libros, exponerlos con lujo de detalles y enviarla a los quintos infiernos con una inapelable, satisfecha, fundada sentencia condenatoria. La segunda, parte de la premisa de que es legítimo pasar un buen rato leyendo sus narraciones, puesto que son entretenidas, no cuesta dejarse atrapar por ellas y poseen méritos que atraen al público masivo o a lectores más exigentes. Entre ambos extremos se ve difícil encontrar un término medio: hay quienes siempre la odiarán, en tanto otros se fascinarán ante cada nuevo título suyo».

### Censura
Dos de sus obras fueron prohibidas en las escuelas de Florida, Estados Unidos: La casa de los espíritus (1982) y Más allá del invierno (2017).

## Adaptaciones de sus obras
Además de las adaptaciones cinematográficas ya citadas anteriormente —La casa de los espíritus y De amor y de sombras—, algunas de sus obras han sido llevadas al teatro (su primera novela tiene 10 versiones dramáticas) y a la radio o se han convertido en musicales (El Zorro), óperas y ballets (Una venganza).
El mismo relato Una venganza, escrito en 1987 y que forma parte de la recopilación Cuentos de Eva Luna, ha renacido en una ópera. El libretista Richard Sparks y el compositor Lee Holdridge terminaron la obra en 2012. Fue estrenada con el título de Dulce Rosa en The Broad Stage de Santa Mónica el 17 de mayo de 2013 bajo la dirección musical de Plácido Domingo y con las interpretaciones de la soprano uruguaya María Antúnez y el barítono mexicano Alfredo Daza en los papeles protagónicos.
Entre 2015 y 2019, Televisión Española y Chilevisión llevaron a la televisión Inés del alma mía, la exitosa novela de Allende. La serie contará, a lo largo de ocho episodios, la historia de Inés Suárez, interpretada por la actriz española Elena Rivera.
El canal de televisión chileno Mega y Amazon Prime Video emitieron en 2021 la miniserie biográfica de 3 capítulos Isabel, basada en su novela Paula, protagonizada por Daniela Ramírez y Nestor Cantillana.

## Obras
A partir de su primera novela, todas sus obras han sido publicadas en español por las editoriales Plaza & Janés y Sudamericana, pertenecientes al grupo Penguin Random House.

### Novelas
- La casa de los espíritus (1982), Trilogía involuntaria 1
- De amor y de sombra (1984)
- Eva Luna (1987)
- El plan infinito (1991)
- Hija de la fortuna (1998), Trilogía involuntaria 2
- Retrato en sepia (2000), Trilogía involuntaria 3
- La ciudad de las bestias (2002), novela juvenil, Las memorias del águila y del jaguar 1
- El reino del dragón de oro (2003), novela juvenil, Las memorias del águila y del jaguar 2
- El bosque de los pigmeos (2004), novela juvenil, Las memorias del águila y del jaguar 3
- El Zorro. Comienza la leyenda (2005)
- Inés del alma mía (2006), novela histórica
- La isla bajo el mar (2009)
- El cuaderno de Maya (2011)
- El juego de Ripper (2014), novela policiaca
- El amante japonés (2015)
- Más allá del invierno (2017)
- Largo pétalo de mar (2019)
- Violeta (2022)
- El viento conoce mi nombre (2023)
- Mi nombre es Emilia del Valle (2025)

### Cuentos
- Cuentos de Eva Luna (1989), colección de 23 relatos
- Los amantes del Guggenheim/El oficio de contar (2007), un relato y un ensayo sobre escritura

### Obras autobiográficas
- Paula (1994)
- Afrodita (1997)
- Mi país inventado (2003)
- La suma de los días (2007)
- Mujeres del alma mía (2020)

### Teatro
- El embajador (estrenada en Santiago en 1971)[14]
- La balada del medio pelo (estrenada en Santiago bajo la dirección de Víctor Bogado, teatro El Túnel, 1973)[39]
- Yo soy la Tránsito Soto (estrenada en Santiago en 1973)[14]
- Los siete espejos (estrenada en Santiago en 1975)[14]

### Literatura infantil
- La abuela Panchita (1974). lustraciones de Marta Carrasco, editorial Lord Cochrane, Santiago
- Lauchas y lauchones, ratas y ratones (1974). Editorial. Lord Cochrane, Santiago
- La gorda de porcelana (1984)
- Perla, la súper perrita (2024)

### Antología
- Amor (2012)

## Filmografía
- La casa de los espíritus (título original: The House of the Spirits, 1993), basada en la novela homónima, fue dirigida por el danés Bille August y tuvo como protagonistas a Meryl Streep, Glenn Close, Jeremy Irons, Winona Ryder, Antonio Banderas y María Conchita Alonso. La película ganó en 1994 una decena de premios, principalmente alemanes y daneses, entre los que destacan varios Robert, el Bayerischer Filmpreis, el Deutscher Filmpreis o Lola de Oro y un Coral en el Festival de Cine de La Habana.
- De amor y de sombra (título original: Of Love and Shadows, 1994), basada en la novela homónima, fue dirigida por la estadounidense Betty Kaplan y tuvo como protagonistas a Antonio Banderas y Jennifer Connelly. La cinta ganó el 2.º Premio de la Popularidad en el Festival de Cine de La Habana.
- Inés del alma mía (2015), producida por Vicente Sabatini y Fábula Producciones para Chilevisión.

## Premios y distinciones
- Novela del año (Chile, 1983).
- Panorama Literario (Chile, 1983).
- Autor del año (Alemania, 1984).
- Libro del año (Alemania, 1984).
- Grand Prix d'Evasion (Francia, 1984).
- Grand Prix de la Radio Télévision Belge (Point de Mire, 1985).
- Mejor Novela (México, 1985).
- Premio Bellas Artes de Narrativa Colima para Obra Publicada (México, 1985).
- Quality Paperback Book Club New Voice (Estados Unidos; nominación en 1986).
- Autor del año (Alemania, 1986).
- XV Premio Internazionale I Migliori Dell'Anno (Italia, 1987).
- Premio Mulheres a la Mejor Novela Extranjera (Portugal, 1987).
- Nominación al Los Angeles Times Book Prize (Estados Unidos, 1987).
- Library Journal's Best Book (Estados Unidos, 1988).
- Before Columbus Foundation Award (Estados Unidos, 1988).
- Premio Literario XLI Bancarella (Italia, 1993).
- Independent Foreign Fiction Award (Inglaterra, junio-julio de 1993).
- Brandeis University Major Book Collection Award (Estados Unidos, 1993).
- Feminist of the Year Award, The Feminist; Majority Foundation (Estados Unidos, 1994).
- Critics' Choice (Estados Unidos, 1996).
- Orden al Mérito Docente y Cultural "Gabriela Mistral", en el grado de "Gran Oficial", Academia Diplomática (Chile, 8 de marzo de 1994)[40]
- Books to Remember, American Library Assoc. (Estados Unidos, 1996).
- Hispanic Heritage Award for Literature (Estados Unidos, 1996).
- Malaparte Amici di Capri (Italia, 1998).
- Donna Citta Di Roma (Italia, 1998).
- Dorothy and Lillian Gish Award (Estados Unidos, 1998).
- Sara Lee Foundation (Estados Unidos, 1998).
- Premio Iberoamericano de Letras José Donoso, Universidad de Talca (Chile, 2003).
- Premio Honoris causa, Università di Trento en "lingue e letteratura moderne euroamericane" (Trento, Italia, 2007).
- Premio Nacional de Literatura de Chile (2010).[41]
- Premio Ciudad de Alcalá de las Artes y las Letras (Alcalá de Henares, España, 2011).
- Premio Hans Christian Andersen de Literatura (Odense, Dinamarca, 2012).
- Premio Carl Sandburg (Biblioteca Pública de Chicago, Estados Unidos, 2013).
- Premio Libro de Oro 2014 (Cámara Uruguaya del Libro) por El juego de Ripper.[42]
- Medalla de la Libertad (Estados Unidos, 2014)
- Doctorado honoris causa de la Universidad de Santiago de Chile (2015)
- Premio Nacional del Libro: Medalla de la Fundación Nacional del Libro por la Contribución Distinguida a las Letras Estadounidenses (Estados Unidos de América, 2018)[43]
- Premio Internacional de Novela Histórica Barcino 2019, otorgado por el Ayuntamiento de Barcelona.[44]
- Premio Liber 2020, otorgado por la Federación de Gremios de Editores de España (FGEE).[45]
- Doctora honoris causa por la Universidad Internacional Menéndez Pelayo (2025).[46]